# Меліса Лорен
Мелі́са Лоре́н (фр. Melissa Lauren; нар. 16 жовтня 1984 року, у Ла-Рошель, Приморська Шаранта, Франція) — французька порноакторка та режисерка порнофільмів.

## Біографія
Три роки навчалася на кухарку та працювала в Парижі кондитеркою. У червні 2003 прочитала в газеті оголошення від французького порнорежисера Джона Б. Рута, через 6 днів почала зніматися в порно.
У листопаді 2006 оголосила, що хоче припинити виступати в гетеросексуальних порносценах, і замість цього зосередитися на зйомці фільмів як режисерка.
Її режисерський дебют відбувся у фільмі «Plucked Then Fucked». Вона продовжила зніматися з жінками, в сольних сценах і у фотосесіях. У 2007 році вона стала першою жінкою-режисеркою в студії Diabolic Video і знімала серію «Unnatural Sex». Однак у своєму записі в блозі на MySpace вона заявила, що підписала контракт зі студією Video Marc Dorcel у Франції, і наприкінці 2007 року знімалася у сцені «Gang Bang» з чотирма чоловіками. Вона також заявила, що не планує йти з порно найближчим часом.

## Нагороди
- 2007 AVN Award за сцену групового сексу, Video — Fashionistas Safado: The Challenge (with 11 others).
- 2007 FICEB Ninfa за Most Original Sex Sequence — Fashionistas Safado (c 11 другими)[4]
- 2008 AVN Award за найкращу сцену сексу втрьох  — Fashionistas Safado: Berlin (with Katsuni and Rocco Siffredi)[5]
- 2008 AVN Award за найкращу сцену з іноземного фільму — Furious Fuckers Final Race (с 9 другими)[5]